# Frankfurter Archäologische Schriften
Die Frankfurter Archäologischen Schriften (abgekürzt „FArS“, engl. Frankfurt Archaeological Studies) sind eine Buchreihe, in der Monographien und Sammelbände des Instituts für Archäologische Wissenschaften der Johann Wolfgang Goethe-Universität Frankfurt am Main erscheinen. Thematisch bilden die Beiträge die jeweiligen Schwerpunkte der Abteilungen ab: der Vorderasiatischen und Klassischen Archäologie, der Archäologie und Geschichte der römischen Provinzen sowie der Vor- und Frühgeschichte. Die Frankfurter Archäologischen Schriften erscheinen seit 2009 im Dr. Rudolf Habelt Verlag (Bonn), zuvor wurden sie vom Dr. Ludwig Reichert Verlag und von Bibliopolis verlegt.
Herausgeber der Reihe sind Hans-Markus von Kaenel, Rüdiger Krause, Fleur Kemmers, Anja Klöckner, Sonja Magnavita, Jan-Waalke Meyer († 2023), Wulf Raeck, Markus Scholz und Dirk Wicke.

## Publikationsverzeichnis
1. Christoff Neumeister, Wulf Raeck (Hrsg.): Rede und Redner. Bewertung und Darstellung in den antiken Kulturen. Kolloquium Frankfurt a. M. 14.–16. Oktober 1998. Bibliopolis, Möhnesee 2000, ISBN 3-933925-07-X.
2. Thomas Richter: Der Zweifingergestus in der römischen Kunst. Bibliopolis, Möhnesee 2003, ISBN 3-933925-28-2.
3. Eva Winter: Stadtspuren. Zeugnisse zur Siedlungsgeschichte der Chalkidiki. Reichert, Wiesbaden 2006, ISBN 3-89500-558-4.
4. Ulrike Ehmig: Die römischen Amphoren aus Mainz. Bibliopolis, Möhnesee 2003.
5. Ulrike Ehmig: Die römischen Amphoren im Umland von Mainz. Mit Beiträgen von M. Daszkiewicz, G. Schneider, K. Kraus und K. Ruthenberg. Reichert, Wiesbaden 2007, ISBN 978-3-89500-567-1.
6. Penelope A. Mountjoy: The Johann Wolfgang Goethe University Collections. The Mycenaean and Minoan Pottery. Mit einem Beitrag von Hans Mommsen. Reichert, Wiesbaden 2008, ISBN 978-3-89500-541-1 (englisch).
7. Jan-Waalke Meyer (Hrsg.): Zwischen Euphrat und Rhein. Ergebnisse des Graduiertenkollegs „Archäologische Analytik“ an der Johann Wolfgang Goethe-Universität Frankfurt am Main. Unter redaktioneller Mithilfe von Christian Falb. Reichert, Wiesbaden 2009, ISBN 978-3-89500-669-2.
8. Jan-Waalke Meyer (Hrsg.): Kulturen am Rande Mesopotamiens. Von West-Kleinasien bis zum Kaspischen Meer. Katalog der Sammlung der Abteilung „Archäologie und Kulturgeschichte des Vorderen Orients“ an der Johann Wolfgang Goethe-Universität Frankfurt am Main. Unter redaktioneller Mithilfe von Wolfgang Meyn. Reichert, Wiesbaden 2009, ISBN 978-3-89500-670-8.
9. Carsten Wenzel: Groß-Gerau I. Der römische Vicus von Groß-Gerau, „Auf Esch“. Baubefunde des Kastellvicus und der Siedlung des 2.–3. Jahrhunderts. Mit naturwissenschaftlichen Beiträgen von Sabine Deschler-Erb, Heide Hüster Plogmann, Sabine Klein, Angela Kreuz und Hans-Peter Stika. Habelt, Bonn 2009, ISBN 978-3-7749-3637-9 Pp.
10. Christoph Herbig: Archäobotanische Untersuchungen in neolithischen Feuchtbodensiedlungen am westlichen Bodensee und in Oberschwaben. Habelt, Bonn 2009, ISBN 978-3-7749-3658-4.
11. Markus Helfert: Groß-Gerau II. Die römischen Töpfereien von Groß-Gerau, „Auf Esch“: Archäologische und archäometrische Untersuchungen zur Keramikproduktion im Kastellvicus. Habelt, Bonn 2010, ISBN 978-3-7749-3638-6.
12. Norbert Hanel: Groß-Gerau III. Die reliefverzierte Terra Sigillata der Ausgrabungen 1989–1992 im römischen Vicus von Groß-Gerau „Auf Esch“. Habelt, Bonn 2010, ISBN 978-3-7749-3639-3.
13. Bernhard S. Heeb: Feldkirch, Altenstadt-Grütze. Ein urnenfelderzeitlicher Brandopferplatz in Vorarlberg. Mit naturwissenschaftlichen Beiträgen von Andreas G. Heiss und Stefan Zohmann. Habelt, Bonn 2010, ISBN 978-3-7749-3657-7.
14. Thomas Maurer: Das nördliche Hessische Ried in römischer Zeit. Untersuchungen zur Landschafts- und Siedlungsgeschichte im rechtsrheinischen Vorfeld von Mainz vom 1. bis 5. Jahrhundert n. Chr. Habelt, Bonn 2011, ISBN 978-3-7749-3660-7.
15. Astrid Röpke: Der Wandel von der Natur- zur Kulturlandschaft im Hochtal von St. Antönien (Schweiz). Ein Methodenverbund aus Palynologie, Bodenkunde und Dendroökologie. Habelt, Bonn 2011, ISBN 978-3-7749-3659-1.
16. Amy Bogaard: Plant use and crop husbandry in an Early Neolithic village: Vaihingen an der Enz, Baden-Württemberg. Habelt, Bonn 2011, ISBN 978-3-7749-3731-4 (englisch).
17. Andrea Salcuni, Edilberto Formigli: Grandi bronzi romani dall’Italia settentrionale. Brescia, Cividate Camuno e Verona. Mit Beiträgen von Margherita Bolla, Marco Ferretti, Daniela Ferro, Lucia Miazzo, Francesca Morandini, Michael Nüsse und Pierfabio Panazza. Habelt, Bonn 2011, ISBN 978-3-7749-3762-8.
18. Astrid Stobbe, Ursula Tegtmeier (Hrsg.): Verzweigungen. Eine Würdigung für Arie J. Kalis und Jutta Meurers-Balke. Habelt, Bonn 2012, ISBN 978-3-7749-3768-0.
19. Andrea Salcuni: Pitture parietali e pavimenti decorati di epoca romana in Abruzzo. Habelt, Bonn 2012, ISBN 978-3-7749-3772-7 (italienisch).
20. Bernhard S. Heeb: Das Bodenseerheintal als Siedlungsraum und Verkehrsweg in prähistorischen Epochen. Eine siedlungsarchäologische Untersuchung. Habelt, Bonn 2012, ISBN 978-3-7749-3774-1.
21. Wulf Raeck, Dirk Steuernagel (Hrsg.): Das Gebaute und das Gedachte. Siedlungsform, Architektur und Gesellschaft in prähistorischen und antiken Kulturen. Habelt, Bonn 2012, ISBN 978-3-7749-3816-8.
22. Rüdiger Krause (Hrsg.): Mittelalterlicher Bergbau auf dem Kristberg im Montafon, Vorarlberg (Österreich). Frankfurt am Main 2013, ISBN 978-3-7749-3838-0.
23. Rüdiger Krause, Ludmila N. Koryakova (Hrsg.): Multidisciplinary investigations of the Bronze Age settlements in the Southern Trans-Urals (Russia). Habelt, Bonn 2013, ISBN 978-3-7749-3841-0 (englisch).
24. Rüdiger Krause (Hrsg.): Neue Forschungen zum frühkeltischen Fürstensitz auf dem Ipf (= Ipf-Forschungen. Band 1). Habelt, Bonn 2014, ISBN 978-3-7749-3899-1.
25. Fleur Kemmers, Thomas Maurer, Britta Rabe (Hrsg.): Lege Artis. Festschrift für Hans-Markus von Kaenel. Habelt, Bonn 2014, ISBN 978-3-7749-3911-0.
26. Rüdiger Krause, Ludmila N. Koryakova (Hrsg.): Zwischen Tradition und Innovation. Studien zur Bronzezeit im Trans-Ural (Russische Föderation). Habelt, Bonn 2014, ISBN 3-7749-3907-1.
27. Hans-Christoph Noeske: Catalogue of the Roman Provincial Coins from the Alexandrian Mint in the Graeco-Roman Museum in Alexandria. Band 1: The Issues of the Julio-Claudian Dynasty (30 BC – AD 68). In collaboration with Hassan Ismail/M. Shahin/S. Abd el-Raouf/F. Barakat/F. el-Maghrabi/F. Saad/O. Abd el-Hamid Dorgham (= Studien zu Münze und Geld in der griechisch-römischen Welt. Band 1). Habelt, Bonn 2014, ISBN 978-3-7749-3922-6 (englisch).
28. Andy Reymann: Das religions-ethnologische Konzept des Schamanen in der prähistorischen Archäologie. Habelt, Bonn 2015, ISBN 3-7749-3988-8.
29. Axel Filges: Münzbild und Gemeinschaft. Die Prägungen der römischen Kolonien in Kleinasien (= Studien zu Münze und Geld in der griechisch-römischen Welt. Band 2). Habelt, Bonn 2015, ISBN 3-7749-3947-0.
30. Britta Rabe, Hans-Christoph Noeske: A Catalogue of the Roman Provincial Coins from the Alexandrian Mint in the Graeco-Roman Museum in Alexandria. Band 2: The Issues from Galba to Trajan (AD 68-117). In collaboration with Hassan Ismail/M. Shahin/S. Abd el-Raouf/F. Barakat/F. el-Maghrabi/F. Saad/O. Abd el-Hamid Dorgham (= Studien zu Münze und Geld in der griechisch-römischen Welt. Band 3). Habelt, Bonn 2016, ISBN 3-7749-3970-5 (englisch).
31. Rupert Gebhard, Rüdiger Krause (Hrsg.): Bernstorf. Archäologisch-naturwissenschaftliche Analysen der Gold- und Bernsteinfunde vom Bernstorfer Berg bei Kranzberg, Oberbayern (= Bernstorf-Forschungen. Band 1; Abhandlungen und Bestandskataloge der Archäologischen Staatssammlung München. Band 3). Archäologische Staatssammlung München, München 2016, ISBN 978-3-927806-43-6.
32. Josephine Friederich: Die keltische Viereckschanze von Bopfingen-Flochberg am Nördlinger Ries (= Ipf-Forschungen. Band 2). Habelt, Bonn 2017, ISBN 978-3-7749-4058-1.
33. Nico Fröhlich: Bandkeramische Hofplätze. Artefakte der Keramikchronologie oder Abbild sozialer und wirtschaftlicher Strukturen?. Habelt, Bonn 2017, ISBN 3-7749-4012-6.
34. Rüdiger Krause, Rupert Gebhard (Hrsg.), Bernstorf. Studien zu den vor- und frühgeschichtlichen Befestigungen auf dem Bernstorfer Berg bei Kranzberg (= Bernstorf-Forschungen. Band 2). Habelt, Bonn 2017, ISBN 978-3-7749-4109-0.
35. Nicole Rupp, Christina Beck, Gabriele Franke, Karl-Peter Wendt (Hrsg.): Winds of Change. Archaeological Contributions in Honour of Peter Breunig. Habelt, Bonn 2017, ISBN 3-7749-4074-6 (deutsch/englisch).
36. Philipp Serba: Apotropäische Reliefs aus dem Nordwest-Palast Aššurnasirpals II. in Nimrūd. Habelt, Bonn 2018, ISBN 3-7749-4162-9.
37. Barbara Eichhorn, Alexa Höhn (Hrsg.): Trees, Grasses and Crops. People and Plants in Sub-Saharan Africa and Beyond. Habelt, Bonn 2019, ISBN 3-7749-4221-8 (englisch).
38. Martin Hensler: Frühbronzezeitliche Kupferdistributionssysteme in Alpen und Westkarpaten. Eine Studie zum Konsum von frühbronzezeitlichen Ösenringen. Habelt, Bonn 2019, ISBN 978-3-7749-4131-1.
39. Eliza Stolarczyk: Bronzezeitliche Siedlungen am Oberlauf des Karagajly-Ajat Flusses im südlichen Trans-Ural (Russische Föderation). Studien zu strukturellen Grundlagen in Raum und Zeit. Habelt, Bonn 2019, ISBN 978-3-7749-4235-6.
40. Rüdiger Krause (Hrsg.): Archäologische Beiträge zur Bronze- und Eisenzeit auf dem Ipf (= Ipf-Forschungen. Band 3). Habelt, Bonn 2020, ISBN 3-7749-4259-5.
41. Laura Picht-Wiggering: Keramikspektren hellenistischer Städte und ihre Auswahlkriterien. Zwischen Tradition und Innovation. Habelt, Bonn 2020, ISBN 3-7749-4230-7.
42. Jochen Fornasier, Alla V. Bujskich (Hrsg.): An den Ufern des Bug. Deutsch-ukrainische Ausgrabungen in Olbia Pontike im Kontext internationaler Forschungen zu antiken Migrationsprozessen. (На берегах Бугу) Habelt, Bonn 2021, ISBN 978-3-7749-4295-0 (deutsch/englisch).
43. Ljudmila N. Koryakova, Rüdiger Krause (Hrsg.): The Bronze Age in the Karagaily-Ayat Region (Trans-Urals, Russia). Culture, Environment and Economy. Habelt, Bonn 2021, ISBN 3-7749-4297-8 (englisch).
44. Francesca Meneghetti: Miniature oxhide ingots from Late Bronze Age Cyprus. An update on the material. Habelt, Bonn 2022, ISBN 3-7749-4334-6 (englisch).
45. Lisa Bringemeier: Der Schafberg über Gargellen im Montafon, Vorarlberg (Österreich). Zur Wirtschaftsgeschichte einer hochalpinen Weidelandschaft. Mit Beiträgen von Rüdiger Krause, Heiner Bertle und Rufus J. Bertle. Habelt, Bonn 2023, ISBN 3-7749-4383-4.
46. Claudia Pankau, Holger Baitinger, Astrid Stobbe (Hrsg.): Ein Schwabe in der Welt. Festschrift für Rüdiger Krause zu seinem 65. Geburtstag. Habelt, Bonn 2023, ISBN 3-7749-4385-0.
47. Clarissa Agricola: Der Wert des Besonderen. Spätrömische Terra Nigra des 4. und 5. Jhs. n. Chr. Habelt, Bonn 2024, ISBN 3-7749-4323-0.
48. Vanessa Bähr: Die bronzezeitliche Befestigung Bernstorf und ihr Siedlungsumfeld im Ampertal, Lkr. Freising, Oberbayern. (= Bernstorf-Forschungen. Band 3). Habelt, Bonn 2024, ISBN 3-7749-4425-3.
49. Rudolf Klopfer: Keramik vom Typ Illtal. Zur kulturellen Stellung des Kontaktraums zwischen Nord- und Südalpen im 1. Jahrtausend v. Chr. Habelt, Bonn 2024, ISBN 3-7749-4424-5.
50. Lukas Wiggering: "Fremde" Objekte in der Bronzezeit. Funktions- und Bedeutungswandel von Artefakten. (= Bernstorf-Forschungen. Band 4). Habelt, Bonn 2025, ISBN 978-3-7749-4448-0.